# 19e Kushok Bakula Rinpoché
Pour les articles homonymes, voir Bakula.
Bakula Rinpoché
- Thubstan Nawang
Le 19e Kushok Bakula Rinpoché (21 mai 1917 au village de Matho au Ladakh – 4 novembre 2003 à New Delhi) est un des lamas les plus connus du Ladakh, un homme d’État et un diplomate international de la République de l'Inde. Il est connu pour ses efforts pour redonner vie au bouddhisme en Mongolie et en Russie, les reliant à la communauté des Tibétains en exil en Inde.
Descendant de la famille royale du Ladakh, il devint moine à un jeune âge. Il a été reconnu par le 13e Dalaï Lama comme une réincarnation de Bakula Arhat, un des 16 Arhats (disciples directs de Gautama Bouddha).
Par la suite, il assuma des fonctions politiques dans le Parlement de l'Inde, et fut Ministre des Affaires des castes et des tribus répertoriées. Il est ensuite le premier ambassadeur de l'Inde en Mongolie post-communiste de janvier 1990 à octobre 2000. Il y fonda notamment le Pethub Stangey Choskhor Ling Khiid en 1999.
En 1989, quand la communauté bouddhiste de Saint-Pétersbourg fut officiellement reconnue, un service, le premier depuis 50 ans, fut donné par Bakula Rinpoché dans le temple bouddhiste de Saint-Pétersbourg, un édifice construit dans les années 1910 dans le style des monastères bouddhiques tibétains qui avait été endommagé par l'Armée rouge.
En 1990, Bakula Rinpoché présida la Conférence asiatique bouddhiste pour la paix, une réunion internationale.
En 2005, l'aéroport de Leh a été renommé aéroport de Kushok Bakula Rinpoché.